# Doto eireana
Doto eireana is een slakkensoort uit de familie van de kroonslakken (Dotidae). De wetenschappelijke naam van de soort werd in 1976 voor het eerst geldig gepubliceerd door Lemche.

## Beschrijving
Deze zeenaaktslak is doorschijnend wit van kleur met kastanjebruine rode vlekken op de toppen van de ceratale tuberkels en kastanjebruine pigmentvlekken op het lichaam. De cerata zijn bolvormig, met enkele rijen stompe tuberkels, die het breedst worden net onder de punt.
Doto eireana wordt uitsluitend aangetroffen op de hydroïdpoliep Amphisbetia operculata die wordt aangetroffen op plaatsen met sterke waterbeweging, meestal in de infralitorale zone. Amphisbetia groeit vaak op stelen van de kelp Laminaria hyperborea en op steile rotswanden die zijn blootgesteld aan golfwerking. De eisnoer is een wit lint dat op harmonica-manier wordt gelegd.

## Verspreiding
Er zijn weinig gegevens van deze soort, voornamelijk vanwege de recente scheiding van de roodgevlekte kroonslak (D. coronata), maar de soort is betrouwbaar gerapporteerd vanaf de westkust van Ierland en het zuidwesten van Engeland.